# ديريك ستانلي
ديريك ستانلي (بالإنجليزية: Derek Stanley)‏ هو لاعب كرة قدم أمريكية أمريكي، ولد في 27 أغسطس 1985.

## وصلات خارجية
- ديريك ستانلي على موقع مرجع كرة القدم المحترفة.كوم (الإنجليزية)